# Château de la Bourlie
Le château de la Bourlie est un château français implanté sur la commune d'Urval, dans le département de la Dordogne, en région Nouvelle-Aquitaine.
Le château et son domaine font l'objet d'une protection au titre des monuments historiques.

## Localisation
En Périgord noir, dans le quart sud-est du département de la Dordogne, le château de la Bourlie est situé un peu plus d'un kilomètre au sud du village d'Urval.

## Historique
Désignant un ancien repaire noble, la mention la plus ancienne du lieu sous la forme « la Borrelia » remonte à 1459. Aux XVIIIe et XIXe siècles, le château se dote de terrasses, d'un jardin et d'un parc.
Après une première inscription le 13 novembre 1973 limitée aux façades et toitures du château, le château et son domaine (ses communs, ses dépendances, son parc et ses jardins) sont inscrits en totalité au titre des monuments historiques le 12 septembre 2005.

## Galerie de photos

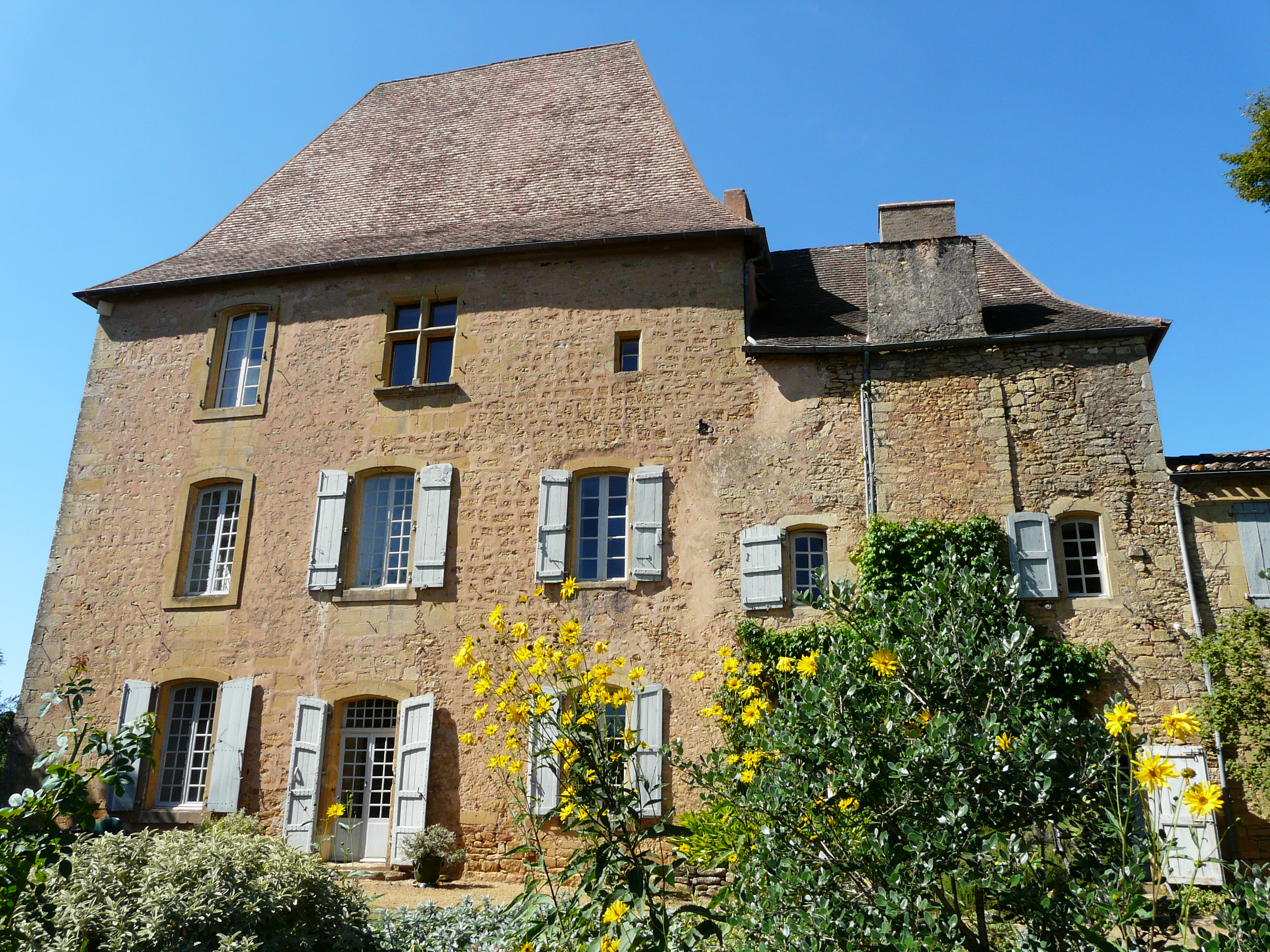
Logis côté sud-est
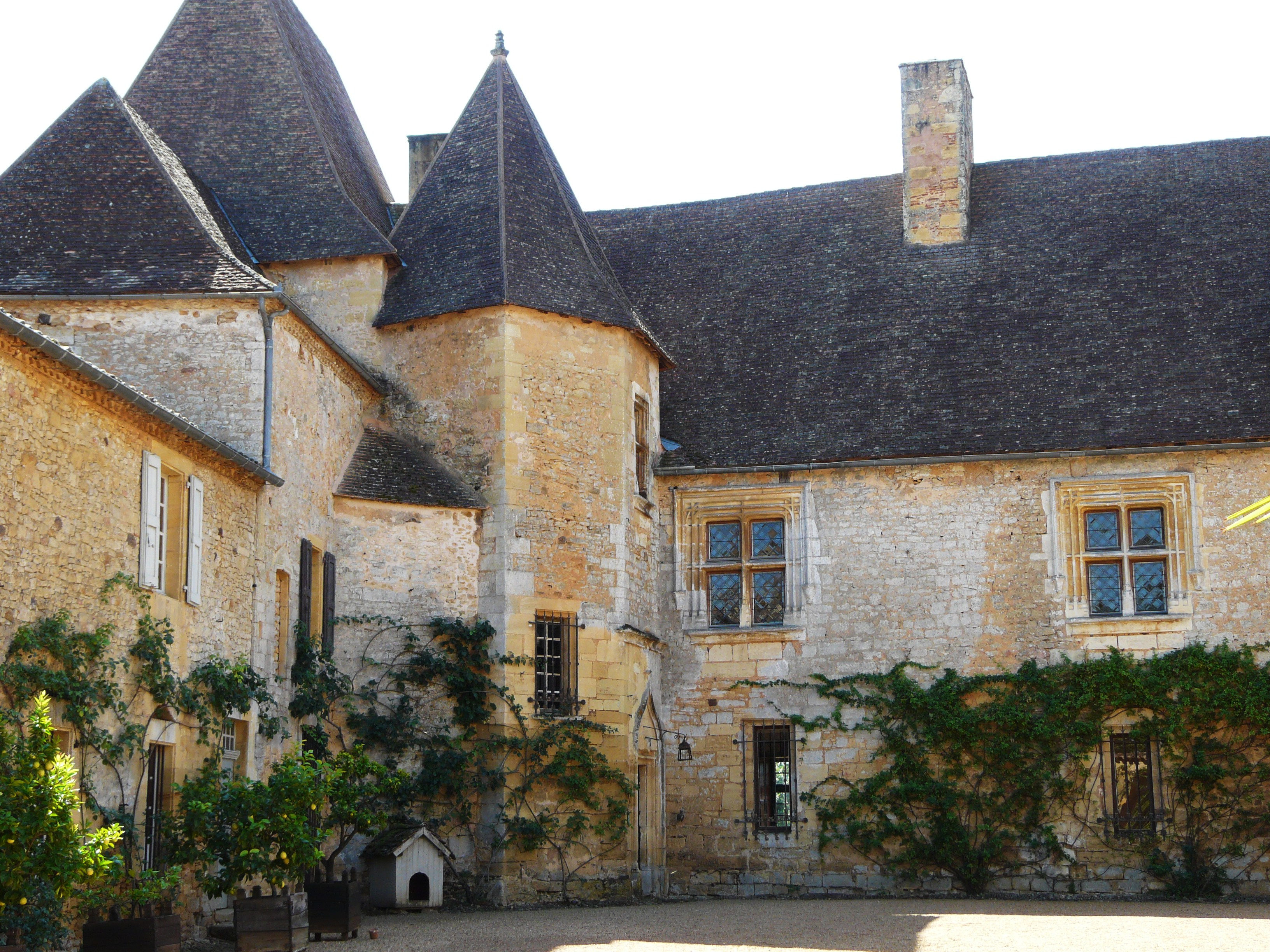
L'angle sud de la cour intérieure.
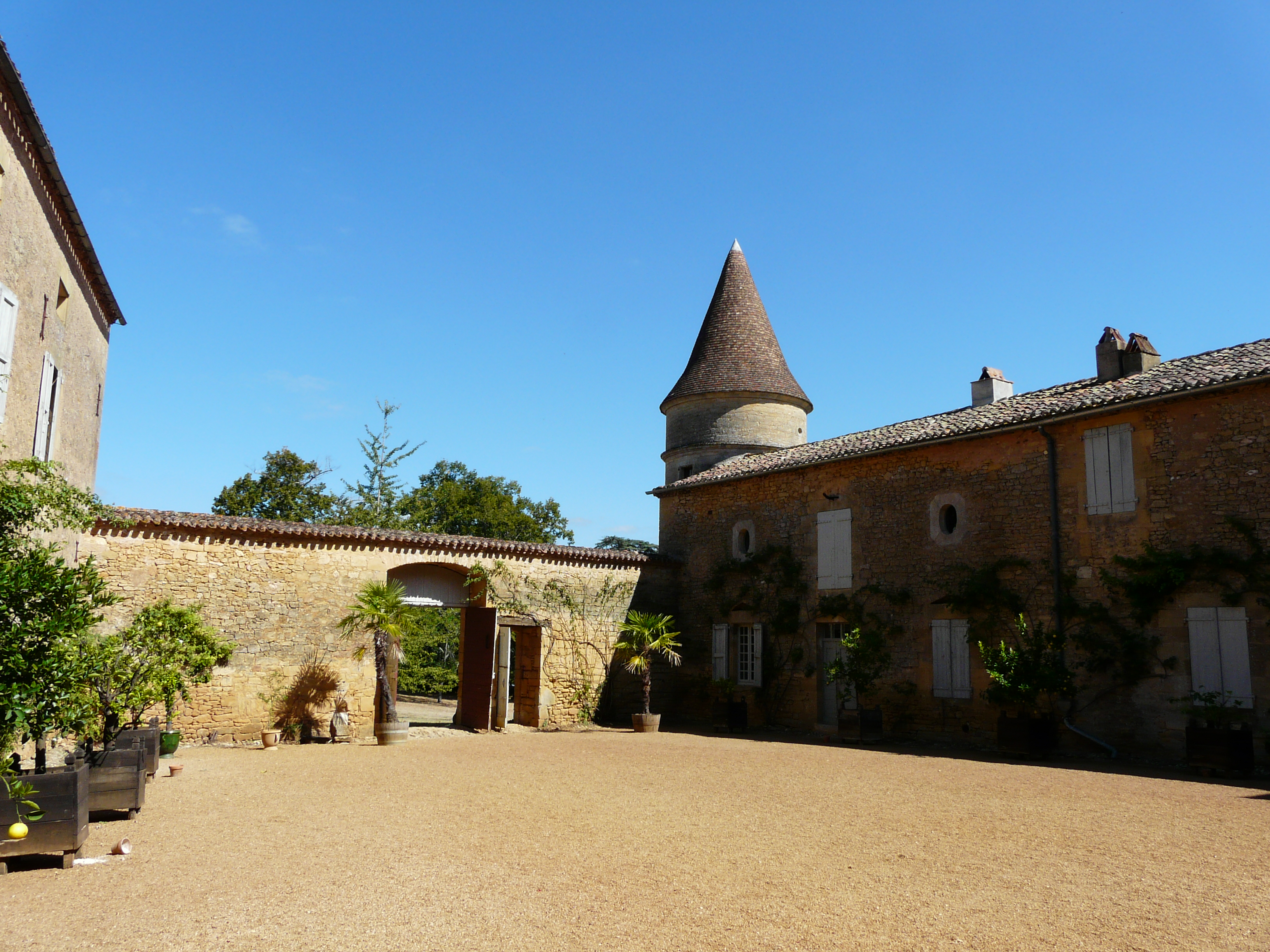
L'angle est de la cour intérieure.
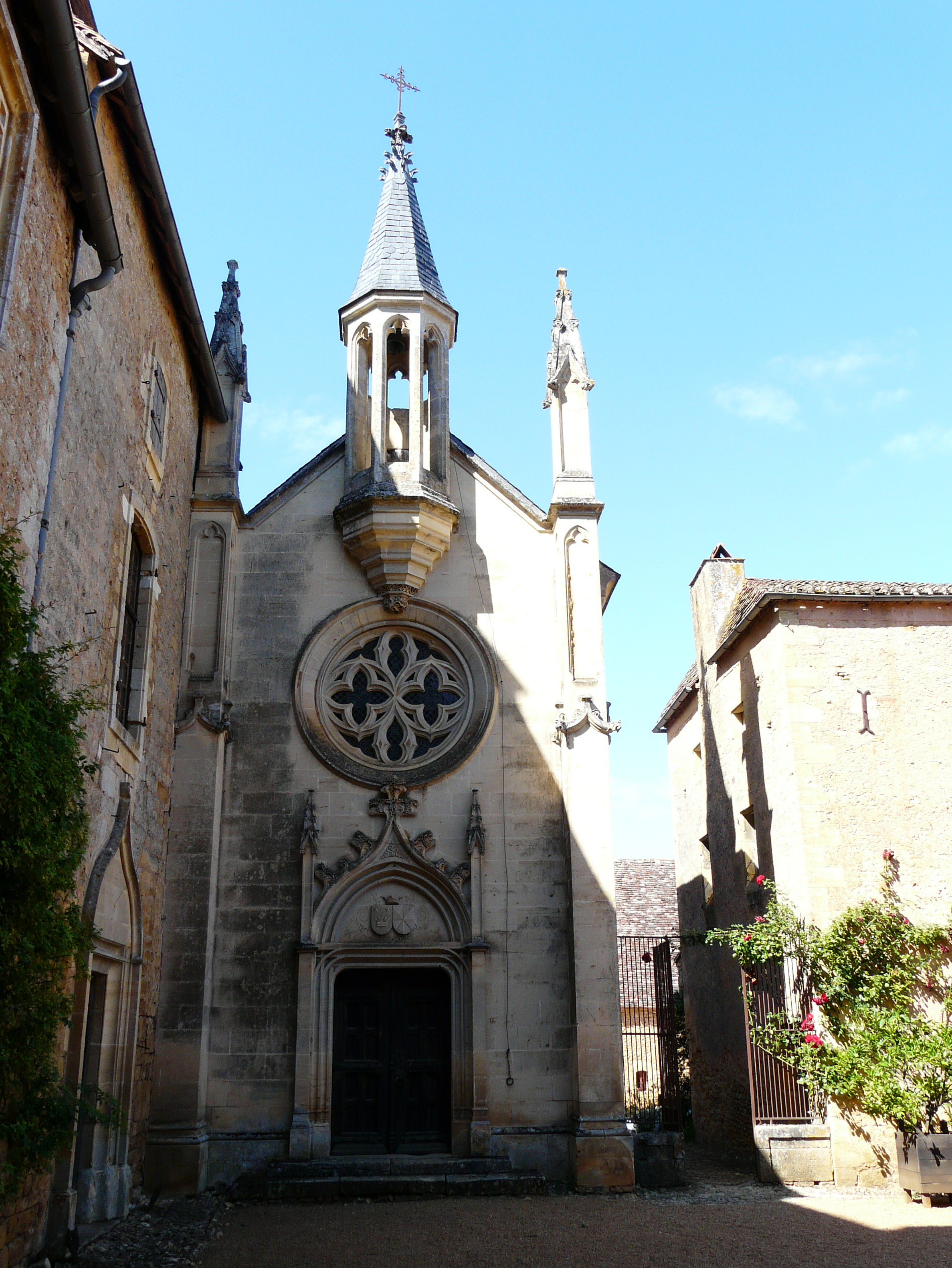
La chapelle.
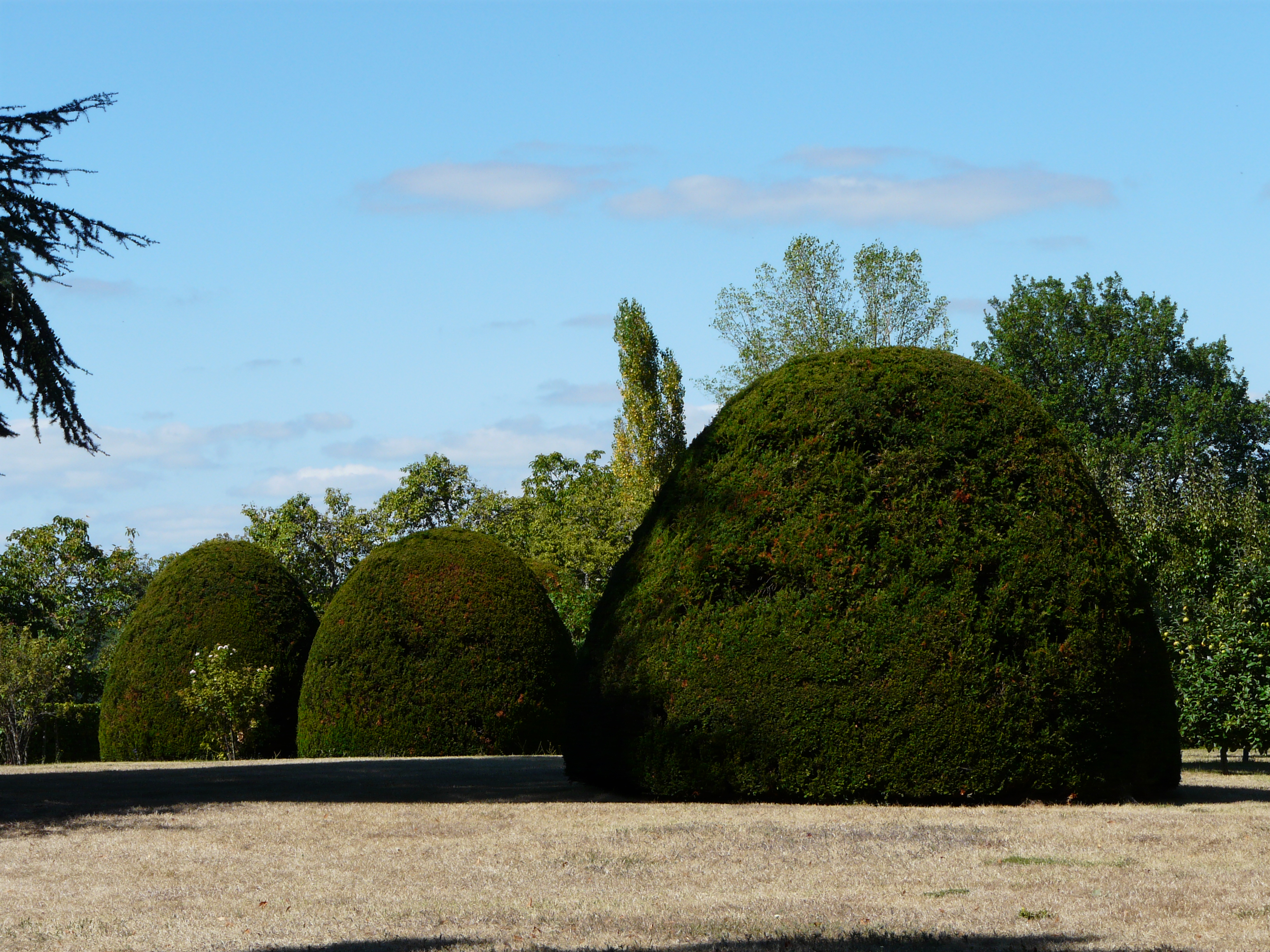
Topiaires dans le parc.